# Wadborough
Wadborough – wieś w Anglii, w hrabstwie Worcestershire, w dystrykcie Wychavon. Leży 10 km na południowy wschód od miasta Worcester i 155 km na północny zachód od Londynu.